# Upper Eastside Berlin
Das Upper Eastside Berlin ist ein elfgeschossiger Gebäudekomplex mit einer Fläche von 58.000 m² für Büros, Einzelhandel und Wohnungen an der Ecke Friedrichstraße und Unter den Linden. Der Neubau orientiert sich an den traditionellen Fassaden im Stil des Boulevards der 1880er Jahre. Der Name wurde in Anlehnung an das Stadtviertel in New York City gewählt.
Der Neubau wurde am 23. Oktober 2008 offiziell eröffnet.

## Geschichte
Auf dem Gelände wurde 1859 das Hotel Victoria eröffnet, das einem Nachfahren des Erstbesitzers, Carl Ludwig Willdenow (1765–1812), gehörte. Später kam das Hotel-Café Victoria hinzu, das die Straßenecke für Jahrzehnte prägte und zu einer prominenten Anlaufstelle für Touristen machte. 1882 wurde der Bahnhof Friedrichstraße eröffnet. Im Umfeld des Bahnhofs siedelten sich viele Hotels und Vergnügungseinrichtungen an. An einem „schönen Tag“ (13. März 1891) wurden an der Kreuzung Unter den Linden/Friedrichstraße innerhalb von 16 Stunden 120.000 Fußgänger und 13.100 Wagen gezählt.
Am 3. Februar 1945 hinterließ ein Bombenangriff ein etwa zur Hälfte zerstörtes Quartier. Infolge der DDR-Planung für das Stadtzentrum aus den Jahren 1961/62, die eine Aufweitung der Friedrichstraße als Fußgängerzone auf 60 Meter Breite vorsah, entstand zwischen 1964 und 1966 nach Entwurf der Architekten Günter Boy, Helmut Riechert, Heinz Scharlipp und Wolfgang Vieroth ein achtgeschossiger Plattenbau, das Hotel Unter den Linden. Da auf der gegenüberliegenden Straßenseite der Gaststättenkomplex Lindencorso fertiggestellt und zugleich das Vorhaben der Aufweitung abgebrochen wurde, war an der Kreuzung Unter den Linden/Friedrichstraße unbeabsichtigt ein viereckiger Platz entstanden. Im Jahre 1993 setzte mit dem Abriss des Lindencorsos und der Fertigstellung eines Neubaus 1997 der Rückbau auf den historischen Straßengrundriss ein. Im Frühjahr 2006 wurde auch das Hotel Unter den Linden abgerissen.

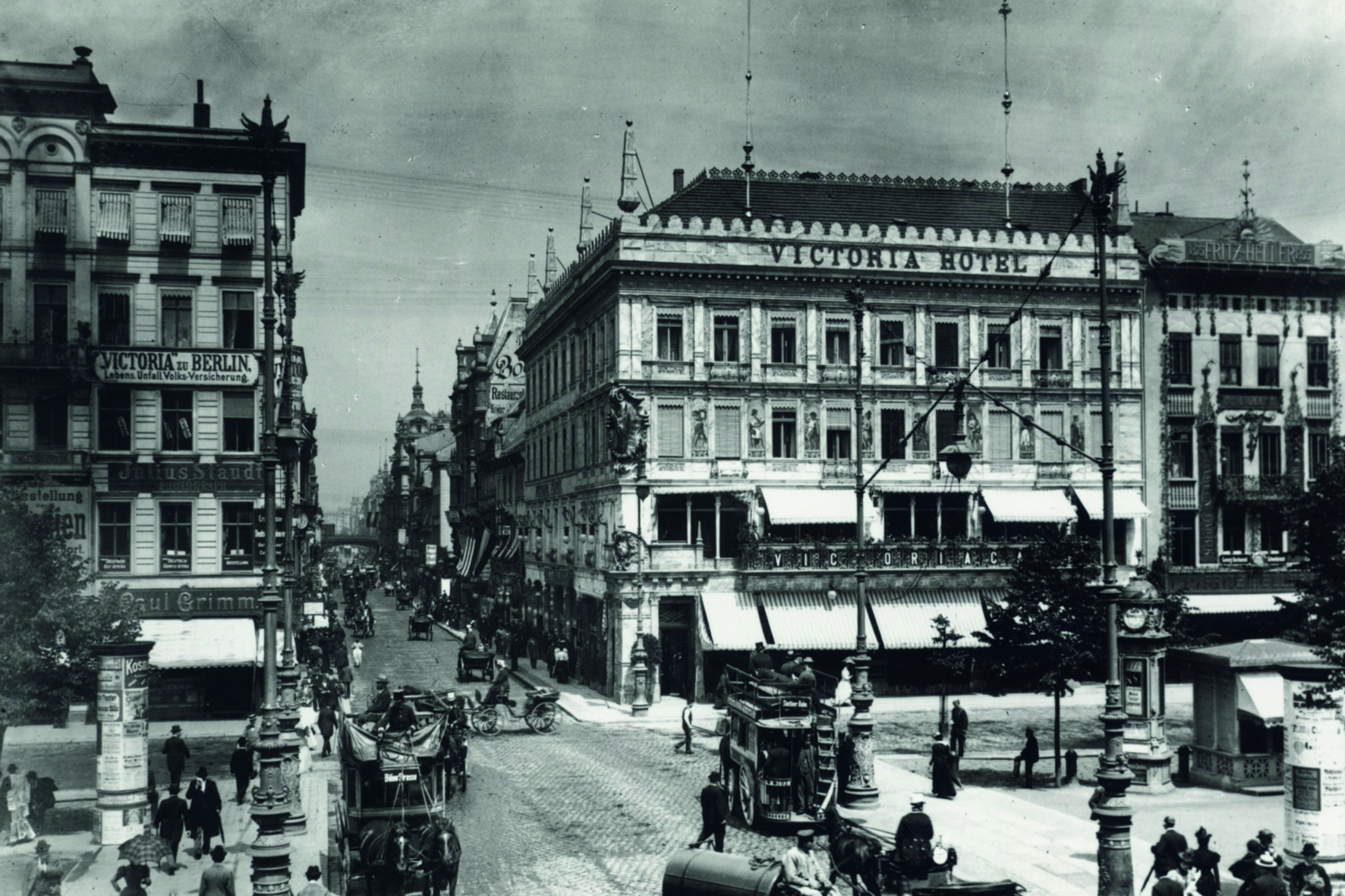
Friedrichstraße/Unter den Linden im Jahre 1898
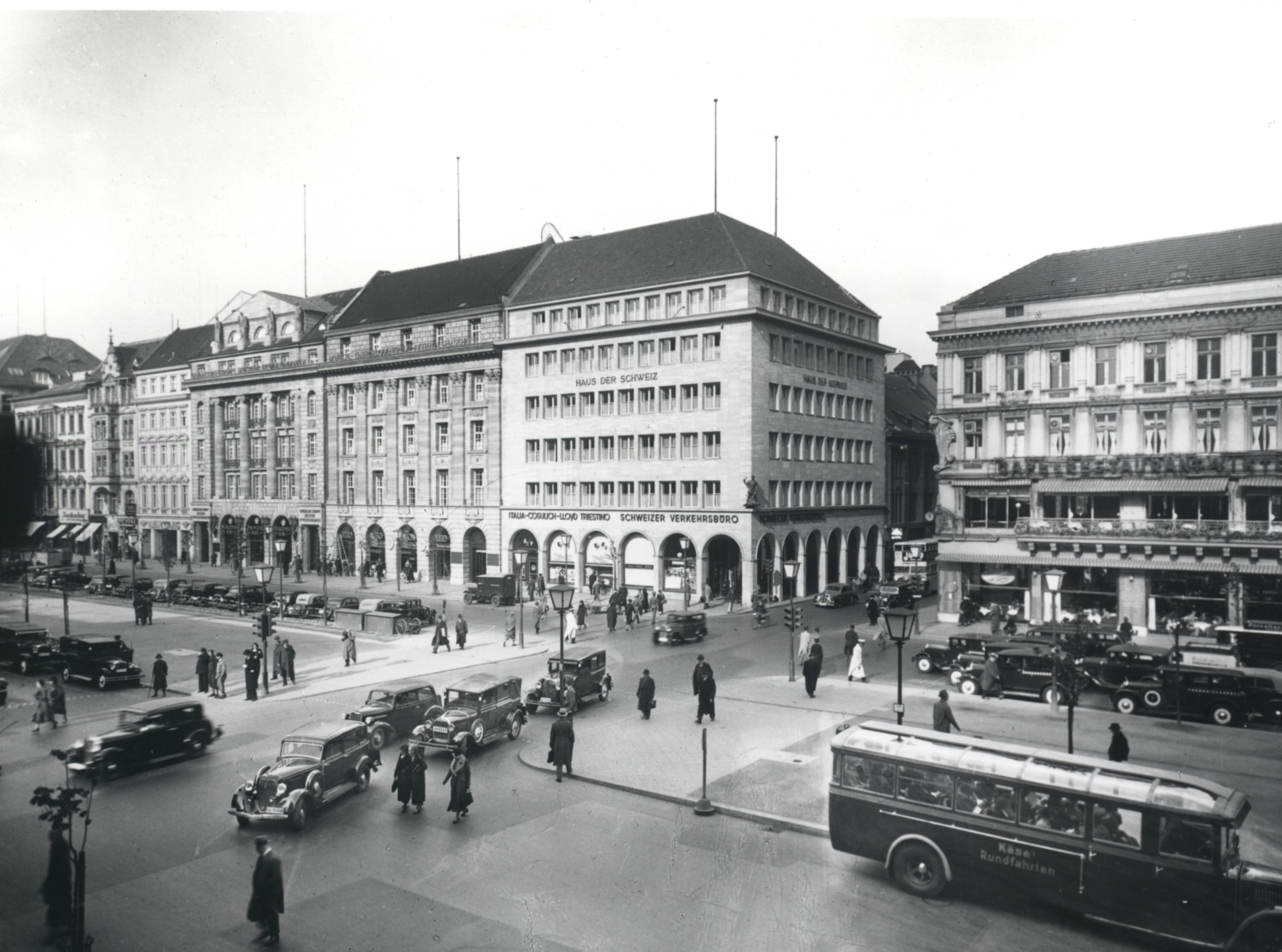
Friedrichstraße/Unter den Linden um 1937
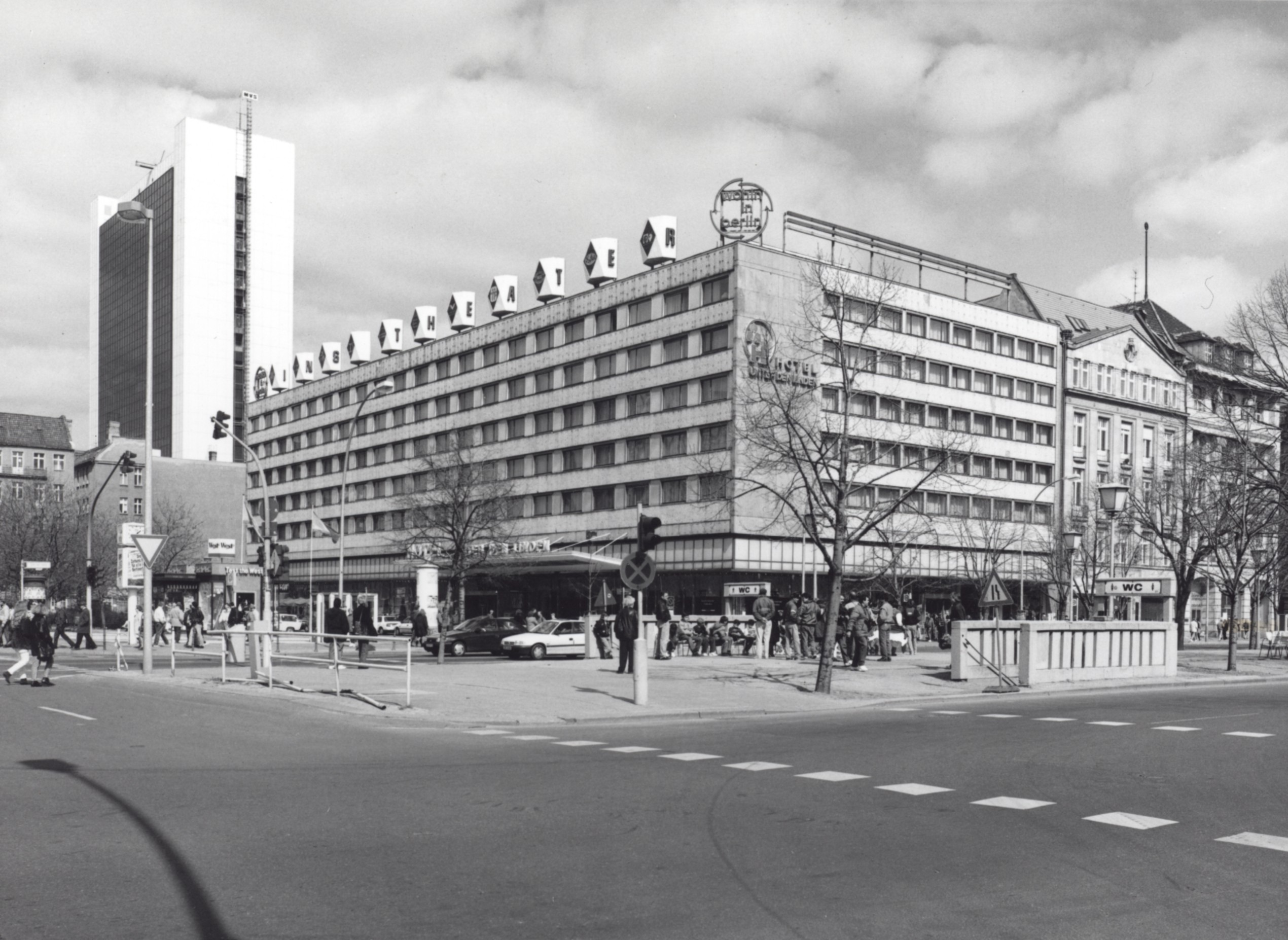
Hotel Unter den Linden im Jahre 1993
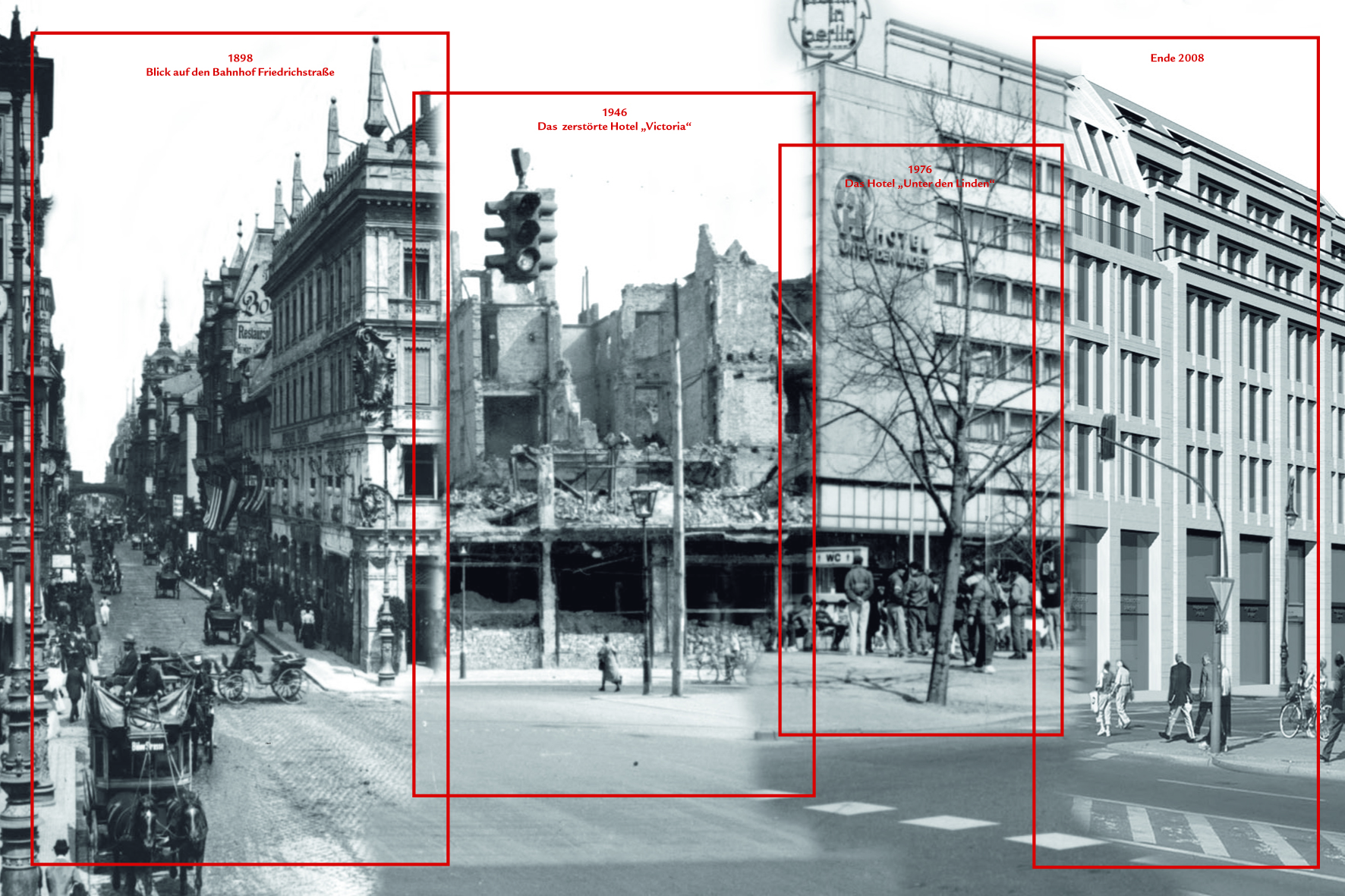
Der Wandel
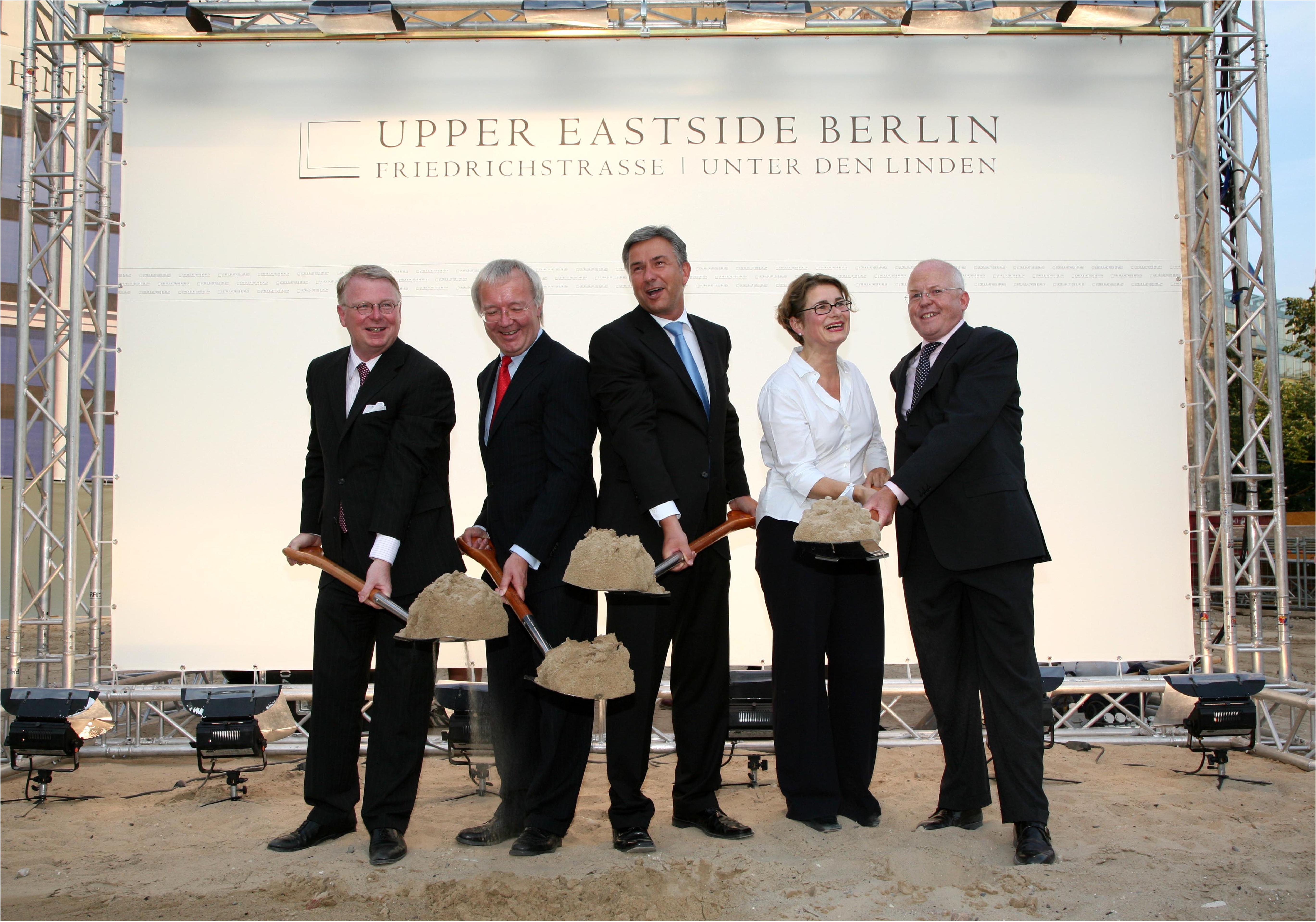
Spatenstich im Juli 2006
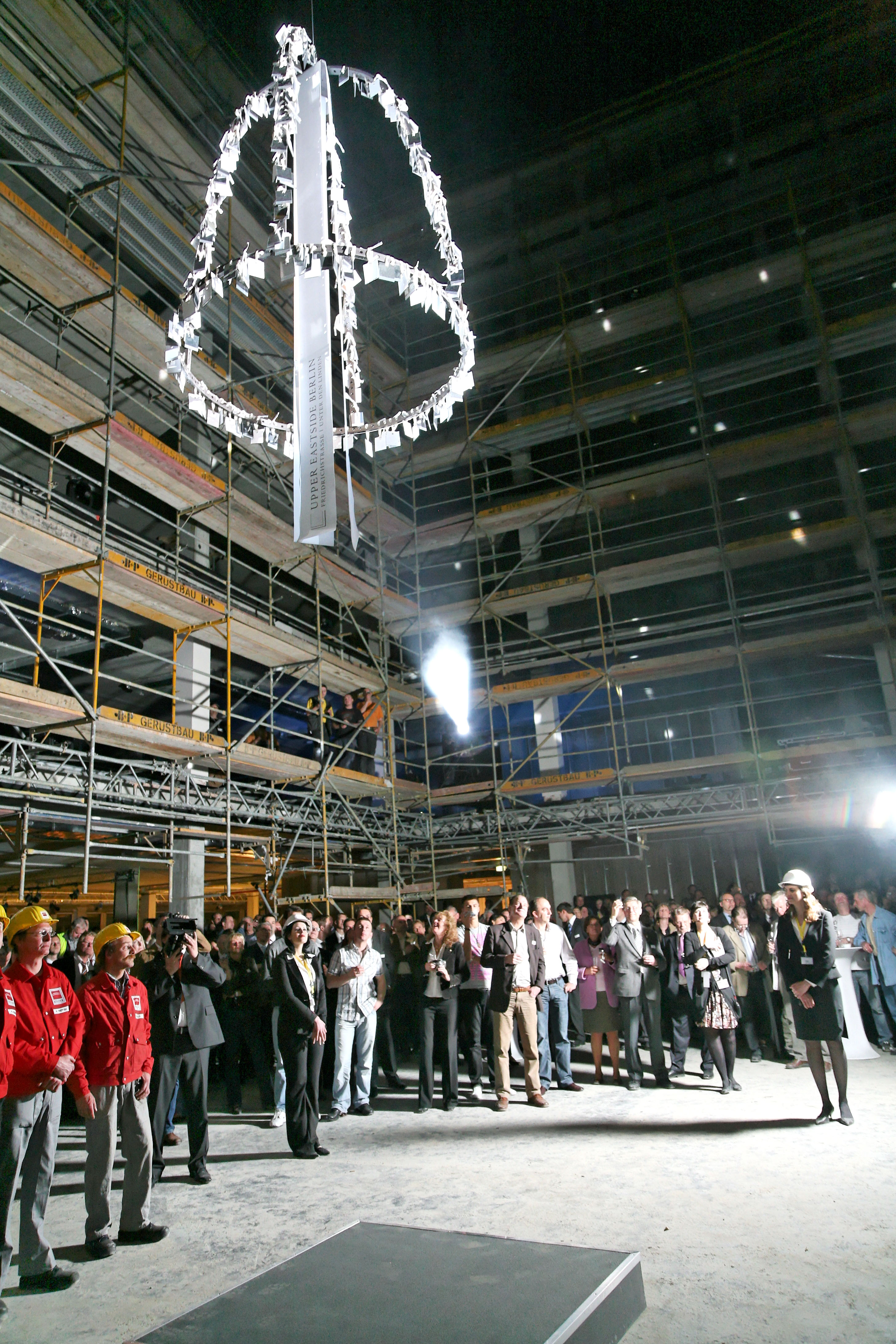
Richtfest im Mai 2008
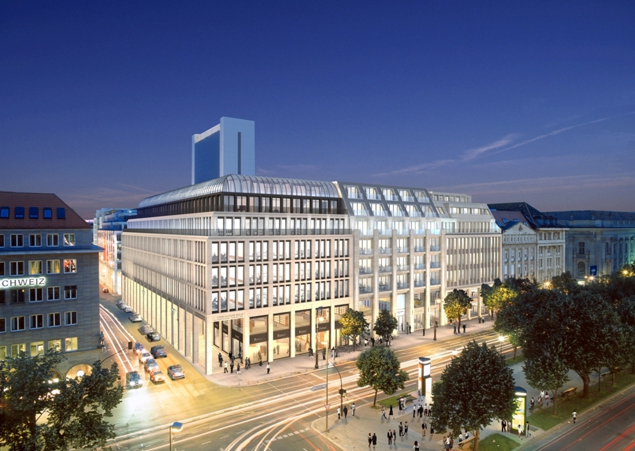
UEB am Abend (Illustration)

## Gebäude

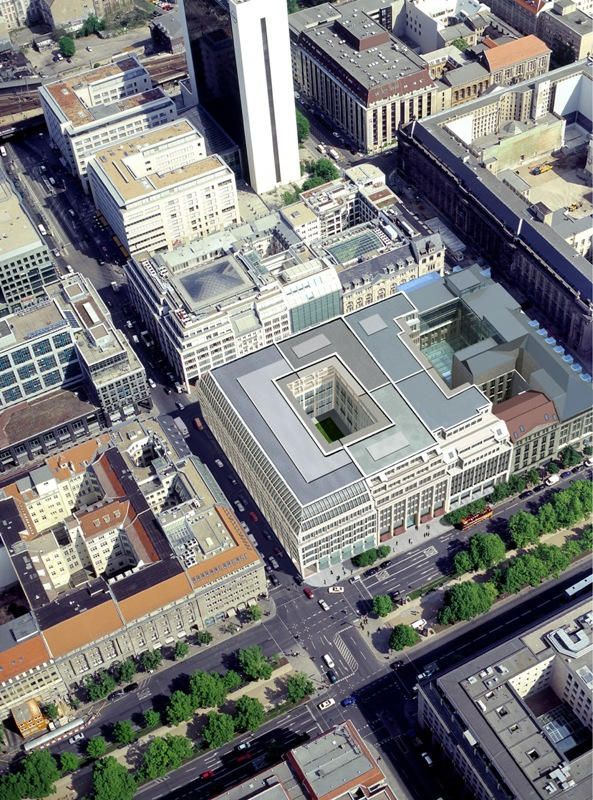
Luftperspektive (Computergrafik)

### Bauinformationen
Das Upper Eastside Berlin (Gebäude) ist 76 Meter lang, 76 Meter breit und geht 31 Meter in die Höhe. Es hat elf Geschosse, davon liegen drei unterirdisch und acht oberirdisch, sowie im zweiten Obergeschoss zwei Innenhöfe. Für den Bau wurden ca. 33.000 m³ Beton und etwa 10.000 Tonnen Stahl verwendet. Rund 400 Arbeiter waren vor Ort am Bau beteiligt. Etwa 1.350 Menschen arbeiten im Upper Eastside Berlin.

### Architekten
Aus dem mehrstufigen internationalen Wettbewerb zur Gestaltung des Upper Eastside Berlin gingen die Architekten von Gerkan, Marg und Partner (gmp) als Gewinner hervor. Sie sind für den Gesamtentwurf und die Ausführungsplanung verantwortlich. Ihr Gestaltungskonzept wurde durch Entwürfe von Kahlfeldt Architekten aus Berlin und Augusto Romano Burelli aus Venedig ergänzt. In Zusammenarbeit mit gmp schufen sie die Fassaden des Hauses an der Straße Unter den Linden 14 (Kahlfeldt) sowie des Hauses an der Mittelstraße 62 (Burelli).

## Bau-Etappen
Am 1. März 2006 begann der Bau des Upper Eastside Berlin. Der Gebäudekomplex hat den historischen Grundriss, wie er bis 1945 existierte, wiederhergestellt. Im Juli 2006 setzte der Regierende Bürgermeister Klaus Wowereit den ersten Spatenstich, und die Bauarbeiten begannen. Die symbolische Grundsteinlegung erfolgte im September 2007. In Anwesenheit der Senatorin für Stadtentwicklung, Ingeborg Junge-Reyer, wurde im Mai 2008 der Richtkranz hochgezogen.